# Beatnation Records
beatnation Records es el nombre de una compañía discográfica interna de la rama musical de Bemani. Fue creado por dj TAKA en el año 2006 y está enfocado en lanzamientos y eventos de beatmania IIDX; Tiene artistas regulares de BEMANI, tanto internos como comisionados como miembros.
La marca fue cerrada temporalmente a finales de 2010, sin embargo, su nombre era mencionado en conciertos. A inicios del año 2012, una nota en su página oficial mencionando que nuevos artistas habían sido reclutados a través de los concursos SOUND VOLTEX FLOOR. Sucedió eventualmente en JAEPO 2014. Aparte de la marca que fue revivida, se formó un nuevo grupo llamado beatnation RHYZE, compuesto por artistas experimentados que participaron ampliamente en los concursos de SOUND VOLTEX FLOOR y también nuevos artistas que han aparecido regularmente en otros videojuegos de Bemani.
La marca fue cerrada de nuevo debido al conflicto interno de 2017. Konami empezó a reestructurar sus oficinas ese año, si bien esa disquera aparece en beatmania IIDX y en SOUND VOLTEX, toda actividad ligada a la música fue finalizada.

## Miembros
El 30 de junio de 2006, beatnation Records comenzó con dj TAKA, DJ YOSHITAKA, L.E.D. Y Tatsh. Sin embargo, Tatsh, que era un compositor en la casa en ese momento, rápidamente dejó la compañía debido a las mismas razones detrás de su desaparición después de beatmania IIDX 13 DistoreD. Él volvería solamente muchos años más adelante en beatmania IIDX 18 Resort Anthem pero solamente como artista comisionado y no como parte de la marca beatnation Records.
Posteriormente, en febrero de 2007, Sota Fujimori, kors k y Ryu☆ se unieron; Junto con dj TAKA,  L.E.D. y DJ YOSHITAKA.  El grupo de la compañía disquera fue oficialmente finalizado. Acompañaría el período de tiempo en que la serie beatmania IIDX tuvo a DJ YOSHITAKA como director de sonido, hasta el lanzamiento de beatmania IIDX 18 Resort Anthem cuando los registros de beatnation fueron puestos en hiatus.
El resurgimiento de beatnation Records ocurrió en JAEPO 2014 el 15 de febrero de 2014, con 猫叉Master uniéndose al grupo. Hasta 2017, año del conflicto interno entre Konami y artistas Bemani, el equipo principal he constado de dj TAKA, DJ YOSHITAKA, L.E.D., Sota Fujimori, Ryu☆, kors k y 猫叉Master.

## Lanzamientos
Las siguientes listas muestran todos los productos que se publicaron bajo la marca beatnation Records:

### Banda sonora
- beatmania IIDX 13 DistorteD ORIGINAL SOUNDTRACK[4]
- beatmania IIDX 14 GOLD ORIGINAL SOUNDTRACK[5]
- CARDINAL GATE conclusion
- beatmania IIDX 15 DJ TROOPERS ORIGINAL SOUNDTRACK[6]
- beatmania IIDX 16 EMPRESS ORIGINAL SOUNDTRACK[7]
- beatmania IIDX CS Collection～GOLD,DJ TROOPERS,EMPRESS～[8]
- beatmania IIDX -SUPER BEST BOX- vol.1 and beatmania IIDX -SUPER BEST BOX- vol.2[9][10]
- beatmania IIDX 17 SIRIUS ORIGINAL SOUNDTRACK[11]
- beatmania IIDX 21 SPADA ORIGINAL SOUNDTRACK VOL.2

### Álbumes
- cyber beatnation 1st conclusion[12]
- milestone by dj TAKA[13]
- 電人K by L.E.D.[14]
- SYNTHESIZED by Sota Fujimori[15]
- Rewind! by Keiichi Ueno[16]
- milestone -Re Edition- by dj TAKA
- SYNTHESIZED -Re Edition- by Sota Fujimori
- starmine by Ryu☆[17]
- SYNTHESIZED2 by Sota Fujimori[18]
- Ways For Liberation by kors k[19]
- cyber beatnation 2 -Hi Speed conclusion-
- beatnation RHYZE vs HARDCORE TANO*C[20]
- SYNTHESIZED5 by Sota Fujimori[21]
- 斬 -ZAN- by SOUND HOLIC
- follow slowly by 猫叉Master[22]